# Post Occupancy Evaluation
Bei der Post Occupancy Evaluation (POE, auch Post-Occupancy Evaluation) handelt es sich um eine nutzungsorientierte Form der Erfolgsüberprüfung, die im städtebaulichen Bereich seit den 1960er Jahren zum Einsatz kommt, und die insbesondere in den USA und in Kanada häufig angewandt wird. Mit Hilfe einer POE lässt sich feststellen, inwieweit die Bewohner oder sonstigen Nutzer eines Gebäudes oder Gebäudekomplexes dessen architektonisches Design annehmen. Sie kann daher erst nach der Ingebrauchnahme eines Gebäudes durchgeführt werden. Eine deutschsprachige Entsprechung des Begriffs existiert nicht.

## Methodischer Ansatz
Ziel der POE ist es, den Erfolg bau- und städteplanerischer Maßnahmen unter Berücksichtigung der Erfahrungen der Nutzer von Gebäuden oder Gebäudekomplexen zu evaluieren. Hierfür werden Nutzer nach Fertigstellung und Ingebrauchnahme eines Gebäudes um eine Bewertung des Gebäudes ersucht, wobei verschiedenste Befragungs- und Erhebungsmethoden zum Einsatz kommen können. Dabei stehen nutzungsorientierte Eigenschaften im Vordergrund, d. h. bei einem Wohngebäude primär die Wohnlichkeit der Anlage, bei einem Bürogebäude dagegen eher die Funktionalität. Um Anpassungs- und Gewöhnungsprozesse auf Seiten der Nutzer zu berücksichtigen, erfolgt eine Post Occupancy Evaluation in der Regel nicht punktuell, sondern wird anhand wiederholter Erhebungen mit gleichen Instrumenten kontinuierlich durchgeführt.

## Erhebungsmethoden
Die Erhebung der Nutzererfahrungen und -bewertungen kann anhand "klassischer" Erhebungsinstrumente wie Interviews, Fragebögen oder Gruppendiskussionen erfolgen, zum Einsatz kommen aber auch auf die Post Occupancy Evaluation angepasste Erhebungsmethoden wie beispielsweise der sogenannte Walkthrough. Dabei wird mit einzelnen Nutzern aber auch Nutzergruppen ein Rundgang durchgeführt, in dessen Rahmen gezielte Fragen zu nutzungsrelevanten Eigenschaften gestellt werden. Auch die Suche nach Abnutzungsspuren oder Formen des Vandalismus kann Teil einer POE sein. So deutet beispielsweise die Entstehung von Trampelpfaden darauf hin, dass die eigentlich vorgesehenen Wege nicht von allen potenziellen Nutzern angenommen werden.

## Begrifflichkeit
Die Verwendung des Ausdrucks "Post Occupancy" ist (auch im englischen Sprachraum) missdeutig, da er impliziert, dass die Evaluation erst nach der Beendigung der Nutzung durchgeführt wird. Tatsächlich soll mit dem Begriff aber zum Ausdruck gebracht werden, dass die Erhebung nach Inbetriebnahme der Nutzung erfolgt.